# Суд Претензий (Великобритания)
Суд Претензий или Претензионный суд (англ. Court of Claims) в Соединённом Королевстве Великобритании и Северной Ирландии — это специальный суд, созданный после вступления на престол нового суверена для вынесения решения о законности требований лиц о выполнении определенных почетных услуг при коронации. 
Первый зарегистрированный такой суд был проведён в 1377 году перед лордом верховным распорядителем. Со времён Генриха VII вместо них назначались уполномоченные, а теперь суд состоит из королевской комиссии, назначаемой под Большой печатью.
Суд может передать любой иск (претензию) на усмотрение суверена, а суверен может отозвать иск (претензию) из комиссии и передать его в другой суд.
Для коронации Карла III и Камиллы в 2023 году вместо суда было создано Управление по рассмотрению исков о коронации в составе Кабинета министров.